# Library of Souls
Library of Souls é uma continuação do romance de 2014 Hollow City, escrito por Ransom Riggs, é o terceiro livro da série Miss Peregrine's Home for Peculiar Children.  Foi lançado em 22 de setembro de 2015 por Quirk Books. O romance começa exatamente onde o anterior termina com a conexão de Jacob com o etéreo. À semelhança dos dois primeiros livros, este utiliza fotografias antigas para ilustrar alguns dos acontecimentos e personagens da história.

## Resumo
Após os eventos finais do romance anterior, em que Jacob e Emma se escondem em uma cabine telefônica com Addison, Jacob descobre que ele tem a habilidade de controlar etéreos assim como vê-los. É possível que os três escapem da cabine telefônica em que estão presos, graças à ajuda do etéreo de Jacob. Eles descansam e se preparam para a jornada para resgatar seus amigos peculiares.  O grupo consegue deduzir onde seus amigos podem ter sido levados e com a ajuda de um barqueiro chamado Sharon, eles atravessam um rio poluído para um vilarejo dilapidado, corrompido com drogas conhecido como Recanto do Demônio.
Lá, Addison é capturado, e Jacob e Emma ficam chocados ao encontrar muitas pessoas peculiares que ficaram presas ali e, em alguns casos, se colocaram à vender. Os piores desses peculiares também se tornaram viciados em uma droga específica conhecida como ambrosia, que é tomada ao ser derramada nos olhos e supostamente imbuída de grande força física. Isso levou a frequentes lutas e disputas entre peculiares e etéreos, onde os peculiares tomam a ambrosia para aumentar ainda mais suas habilidades. Enquanto tentam navegar sem serem vistos, eles são convidados a entrar na casa de um homem para se proteger. O homem, Bentham, é revelado como aquele que causou a explosão na tundra siberiana que criou os etéreos (como é dito no primeiro livro), e ele também é irmão da Srta. Peregrine.
Para provar que ele realmente quer ajudar, ele revela informações secretas sobre as criaturas e ajuda Jacob e Emma a entrar no prédio dos acólitos usando o etéreo de Jacob resgatado de uma gaiola no ringue de luta.  Os dois entram furtivamente no prédio e conseguem fugir da captura, mas também se deparam com um complexo hospitalar onde muitos peculiares estão tendo suas almas peculiares drenadas, incluindo Melina e os irmãos pálidos.  As outras crianças peculiares, no entanto, não estão em lugar algum.
Emma e Jacob param as operações de drenagem, e encontram seus amigos com sucesso em uma cela no porão e os libertam, exceto por Fiona, que supostamente havia morrido quando os etéreos e os acólitos invadiram a fenda dos animais da Srta. Wren.  Sem tempo para chorar, o grupo se depara com a sala onde todos os ymbrynes estão sendo mantidos, mas Caul já sabe que Jacob e Emma estão aqui.  Ele então ameaça liberar toda uma horda de etéreos na sala com eles e com as ymbrynes, a menos que Jacob esteja disposto a usar sua habilidade para ajudá-lo a encontrar os frascos escondidos na lendária Biblioteca de Almas.
Apesar disso, Jacob não cede às exigências de Caul e, em vez disso, usa sua habilidade para controlar as etéreos.  O grupo, então, libera a srta. Peregrine e o resto dos ymbrynes presas e abrem caminho pelo prédio.  As crianças peculiares conseguem manter uma boa briga, mas no final são traídas por Bentham, que não queria nada além de provar que poderia fazer algum bem à senhorita Peregrine depois que ela o baniu, mas buscou vingança depois que ela se recusou a perdoá-lo.  Caul toma o resto dos peculiares e ymbrynes como reféns e os força junto com ele para a Biblioteca de Almas, que Caul conseguira redescobrir com sucesso.  Aqui se descobre que, como seu avô, Jacob é o único que pode ver os vasos de alma escondidos dentro da biblioteca.  Com Caul mantendo seus amigos como reféns, Jacob obedientemente adquire os potes mais poderosos para Caul e seu irmão, com as outras criaturas morrendo por ingerir as almas como ambrosia e não derramar em um poço onde as almas podem se unir com o usuário.  Os irmãos da srta. Peregrine se transformam em gigantescos monstros que acabam duelando um com o outro, mas graças a uma receita dada por Bentham a Jacob que é possível que eles fujam e destruam a fenda em que os irmãos estão duelando.
Com a ajuda da srta. Peregrine e Emma acompanhando-as, Jacob volta para sua casa, onde seus pais e um novo psiquiatra estão esperando por ele, querendo saber o que aconteceu. Srta. Peregrine e Emma contam-lhes o que aconteceu antes que a srta. Peregrine os fizesse esquecer de tudo o que acabara de lhes dizer.  Jacob e Emma decidem manter uma correspondência regular um com o outro, mas isso falha quando seus pais encontram algumas das cartas de Emma e assumem que Jacob as escreveu para si mesmo.  Eles decidem mandá-lo para um hospício, mas na noite em que devem sair, Srta. Peregrine e suas crianças peculiares vêm visitar Jacob, afirmando sua insistência aos pais chocados de que os peculiares são de fato reais.  Também é revelado que, por causa do laço que se fecha ao redor deles, os relógios de ponto internos dos peculiares foram restaurados para que eles não precisem mais se preocupar com os anos em que eles viveram em loops - eles envelhecem como regulares  seres humanos estando no presente.  Fechando o livro, Emma e Jacob decidem continuar sendo amigos por enquanto antes de levar as coisas devagar para reiniciar corretamente seu relacionamento romântico, agora que eles têm tempo suficiente para fazê-lo.
As palavras finais do livro são: Temos tempo